# 永田拓也
永田 拓也（ながた たくや、1990年9月8日 - ）は、埼玉県浦和市（現：さいたま市）出身の元プロサッカー選手。現役時代のポジションはディフェンダー（左サイドバック）。さいたま市立浦和南高等学校卒業。

## 来歴
小学4年生までは野球チームに所属（ポジションは投手）。その後、三室サッカースポーツ少年団を経て、中高生年代では、ジュニアユース、ユースと浦和レッドダイヤモンズの下部組織に所属。
ジュニアユース時の2005年には高円宮杯U-15、ユース時の2008年には高円宮杯U-18でそれぞれ優勝を飾っており、山田直輝や高橋峻希、原口元気、濱田水輝らと共に、「浦和ユース黄金世代」と呼ばれる選手の1人。高円宮杯U-18決勝では、アシストも記録している。また、サテライトでも2007年には3試合、2008年には1試合に出場している。
2009年に山田、高橋、濱田とともにトップに昇格。プロ初のベンチ入りは同年5月3日、ナビスコカップ第4節、対新潟戦。6月3日、ナビスコカップ第5節磐田戦の前半8分、負傷退場した三都主アレサンドロに代わり途中出場。これがプロデビュー戦となった。次節の6月13日、ナビスコカップ第7節大宮戦（第6節は浦和の試合はなかった）では発熱を押して、初のスタメン出場。後半12分、エジミウソンの4点目をアシスト。これがプロ初アシストとなった。リーグでのデビュー戦は、6月27日のJ1第15節神戸戦。前節で坪井慶介が負傷したのを受け、スタメンで出場した（ボランチで起用されていた阿部勇樹がセンターバック、左サイドバックで起用されていた細貝萌がボランチ、永田が左サイドバックに入った）。
7月23日、7月31日から8月7日まで韓国の水原で開催される水原国際ユースに出場するU-20日本代表に、ユースの先輩でチームメイトの大谷幸輝とともに選出された。
2010年は左サイドバックに宇賀神友弥、サヌの加入、堤俊輔（後に熊本へ期限付き移籍）が長期離脱の大怪我から復帰、左右のサイドバックをこなせる平川忠亮、緊急時には同じく左右のサイドバックをこなせる細貝萌といった面々がいたため、公式戦出場は天皇杯第2回戦、対東京国際大学戦の後半途中から出た1試合にとどまり、2010年12月6日にJ2のザスパ草津への期限付き移籍が発表された。
2012年1月7日、浦和より期限付き移籍期間を延長し、36試合出場した。2013年、移籍期間満了に伴い2年間在籍した草津から浦和に復帰した。
2013年は、チームの選手層の厚さからゲーム形式の練習からも外され、天野賢一の下岡本拓也・野崎雅也と共に、個別に2部練習に取り組んでいる。2013年をもって契約満了になりレッズを去る。
2014年、横浜FCへ移籍。
2018年12月27日、横浜FCから東京ヴェルディに完全移籍で加入することが発表された。
2020年、ギラヴァンツ北九州へ期限付き移籍。翌2021年完全移籍した。2022年シーズン一杯で契約満了となり、2023年1月13日、現役引退が発表された。

## 所属クラブ
- 2001年 - 2002年 三室サッカースポーツ少年団
- 2003年 - 2005年 浦和レッズジュニアユース
- 2006年 - 2008年 浦和レッズユース
- 2009年 - 2013年 浦和レッズ
  - 2011年 - 2012年 ザスパ草津 (期限付き移籍)
- 2014年 - 2018年 横浜FC
- 2019年 - 2020年 東京ヴェルディ
  - 2020年 ギラヴァンツ北九州 (期限付き移籍)
- 2021年 - 2022年 ギラヴァンツ北九州

## 個人成績
| 国内大会個人成績 | 国内大会個人成績 | 国内大会個人成績 | 国内大会個人成績 | 国内大会個人成績 | 国内大会個人成績 | 国内大会個人成績 | 国内大会個人成績 | 国内大会個人成績 | 国内大会個人成績 | 国内大会個人成績 | 国内大会個人成績 |
| 年度             | クラブ           | 背番号           | リーグ           | リーグ戦         | リーグ戦         | リーグ杯         | リーグ杯         | オープン杯       | オープン杯       | 期間通算         | 期間通算         |
| 年度             | クラブ           | 背番号           | リーグ           | 出場             | 得点             | 出場             | 得点             | 出場             | 得点             | 出場             | 得点             |
| 日本             | 日本             | 日本             | 日本             | リーグ戦         | リーグ戦         | リーグ杯         | リーグ杯         | 天皇杯           | 天皇杯           | 期間通算         | 期間通算         |
| ---------------- | ---------------- | ---------------- | ---------------- | ---------------- | ---------------- | ---------------- | ---------------- | ---------------- | ---------------- | ---------------- | ---------------- |
| 2009             | 浦和             | 21               | J1               | 3                | 0                | 3                | 0                | 0                | 0                | 6                | 0                |
| 2010             | 浦和             | 21               | J1               | 0                | 0                | 0                | 0                | 1                | 0                | 1                | 0                |
| 2011             | 草津             | 23               | J2               | 28               | 1                | -                | -                | 0                | 0                | 28               | 1                |
| 2012             | 草津             | 4                | J2               | 36               | 0                | -                | -                | 1                | 0                | 37               | 0                |
| 2013             | 浦和             | 26               | J1               | 0                | 0                | 0                | 0                | 1                | 0                | 1                | 0                |
| 2014             | 横浜FC           | 32               | J2               | 21               | 0                | -                | -                | 0                | 0                | 21               | 0                |
| 2015             | 横浜FC           | 32               | J2               | 24               | 1                | -                | -                | 2                | 0                | 26               | 1                |
| 2016             | 横浜FC           | 22               | J2               | 23               | 3                | -                | -                | 2                | 0                | 25               | 3                |
| 2017             | 横浜FC           | 22               | J2               | 24               | 1                | -                | -                | 1                | 0                | 25               | 1                |
| 2018             | 横浜FC           | 22               | J2               | 8                | 1                | -                | -                | 2                | 0                | 10               | 1                |
| 2019             | 東京V            | 22               | J2               | 11               | 1                | -                | -                | 1                | 0                | 12               | 1                |
| 2020             | 北九州           | 32               | J2               | 25               | 1                | -                | -                | -                | -                | 25               | 1                |
| 2021             | 北九州           | 32               | J2               | 33               | 2                | -                | -                | 1                | 0                | 34               | 2                |
| 2022             | 北九州           | 22               | J3               | 23               | 2                | -                | -                | 0                | 0                | 23               | 2                |
| 通算             | 日本             | 日本             | J1               | 3                | 0                | 3                | 0                | 2                | 0                | 8                | 0                |
| 通算             | 日本             | 日本             | J2               | 233              | 11               | -                | -                | 10               | 0                | 243              | 11               |
| 通算             | 日本             | 日本             | J3               | 23               | 2                | -                | -                | 0                | 0                | 23               | 2                |
| 総通算           | 総通算           | 総通算           | 総通算           | 259              | 13               | 3                | 0                | 12               | 0                | 274              | 13               |

| 国際大会個人成績 | 国際大会個人成績 | 国際大会個人成績 | 国際大会個人成績 | 国際大会個人成績 |
| 年度             | クラブ           | 背番号           | 出場             | 得点             |
| AFC              | AFC              | AFC              | ACL              | ACL              |
| ---------------- | ---------------- | ---------------- | ---------------- | ---------------- |
| 2013             | 浦和             | 26               | 0                | 0                |
| 通算             | AFC              | AFC              | 0                | 0                |

その他の公式戦
- 2018年
  - J1参入プレーオフ 1試合0得点
- 公式戦初出場： 2009年6月3日 ナビスコカップ第5節 vsジュビロ磐田戦 (駒場スタジアム)
- Jリーグ初出場： 2009年6月27日 J1第15節 vsヴィッセル神戸戦 (駒場スタジアム)
- Jリーグ初得点： 2011年9月18日 J2第28節 vs京都サンガF.C.戦 （西京極）

## 代表歴
- U-20日本代表
  - 2009年 水原国際ユース